# Jinane Chaker-Sultani Milelli
Pour les articles homonymes, voir Chaker, Sultani et Milelli.
 Jinane Chaker-Sultani Milelli est une éditrice et auteure française.

## Biographie
Née à Beyrouth, Jinane Chaker-Sultani Milelli a fait ses études supérieures en France. Titulaire d'un doctorat [janvier 1990], en Anthropologie, ethnologie et sciences des religions, elle s'oriente vers le management stratégique des ressources humaines (doctorat de 3e cycle en 1994) puis s'affirme dans la méthodologie de prise de décision en management par construction de projet (1998). 
En 2006, elle a fondé avec Jean-Pierre Milelli, les éditions Milelli, spécialisées dans la langue et la culture arabes. Elle s'est attachée à renouveler les méthodes de langue arabe destinées aux non-arabophones et les dictionnaires bilingues (recours à la transcription en caractères latins, classement alphabétique des mots et non des racines). Elle est aussi l'auteur du premier dictionnaire libanais-français français-libanais.